# М-20 (ЕОМ)
М-20 — радянська лампова електронно-обчислювальна машина, розроблена 1958, випускалась з 1958 по 1964. Головний конструктор: Лебедєв Сергій Олексійович; заступники головного конструктора — Сулим Михайло Кирилович та Шура-Бура Михайло Романович. На Казанському заводі обчислювальних машин було випущено 68 машин, а на Московському заводі САМ - 20 шт.
Організація-розробник: Інститут точної механіки та обчислювальної техніки (Росія) (ІТМ і ОТ) і Спеціальне конструкторське бюро 245 (СКБ-245). Завод-виробник: завод обчислювальних машин (Казань), Московський завод САМ.
На рік випуску М-20 з 20 тис. операцій за секунду проголошувалася в СРСР найбільш швидкодіючою ЕОМ в світі. Дане твердження відповідає дійсності: М-20 здатна виконати близько 35 тис. операцій додавання і більше 14 тис. операцій множення за секунду, тоді як найближчий конкурент IBM 704, що випускалася з 1954 року, мала швидкодію всього 12 тис. операцій додавання і 4 тис. операцій множення на секунду, незважаючи на зазначену максимальну теоретичну швидкодію в 40 тис. операцій.

## Конструкція і технології
В ЕОМ було реалізовано низку структурних рішень: суміщення виконання частин операцій, прискорення виконання операцій додавання і множення за рахунок вдосконалення роботи ланцюгів переносу (введенням ланцюга «грубого» переносу), множення одразу на два розряди. До системи команд процесора було включено F-операцію модернізації адрес, яка подібна винайденій для комп'ютера "Київ" Ф-операції, яка дозволяла виконувати "штрих-операцію" Адресної мови програмування (оператор розіменування вказівників).
Система представлення чисел — двійкова з плаваючою комою, кількість розрядів — 45.
ЕОМ М-20 мала пам'ять на феритових сердечниках об'ємом 4096 слів, зовнішня пам'ять розташовувалася на магнітних барабанах і стрічках.
Основним конструктивним елементом були з'ємні блоки з двома електронними лампами. В машині використовувався імпульсний принцип (динамічні тригери), що дозволило зменшити кількість електронних ламп в машині до 1600. Логічні схеми були виконані на напівпровідникових діодах.
Машина була зібрана в семи шафах, займала площу 170—200 м² і споживала від мережі 50 кВт (без системи охолодження).

## Розвиток
На заміну M-20 були розроблені напівпровідникові машини серії БЕСМ: БЕСМ-3М, БЕСМ-4; та М: М-220, М-220М, М-222 (останні дві — в СКБ Казанського заводу ЕОМ), що були програмно сумісні з М-20 та мали більший обсяг пам'яті. Машини М-220М і М-222 отримали значне поширення у військово-промисловому комплексі, до 1974 було випущено більше 800 штук.

## Програмне забезпечення
1. Транслятор з Адресної мови програмування[5][6][4][7], бібліотеки стандартних програм Адресної мови програмування, зокрема бібліотеки елементарних функцій.
2. Система автоматизованого програмування[6].